# Frankie Poullain
Francis Gilles Poullain-Patterson, mais conhecido como Frankie Poullain (Edimburgo, 15 de abril de 1967) é baixista da banda de hard rock The Darkness.